# Іраваді (округ)
Іраваді — адміністративний округ в Бірмі, розташований в дельті річки Іраваді. Межує з округом Пегу на півночі, з округом Рангун на сході і виходить на Бенгальську затоку на півдні і заході. На північному сході стикається зі штатом Аракан. Округ знаходиться між 15° 40' і 18° 30' пн.ш., між 94° 15' і 96° 15' с.д. 
Населення округу — 7 759 243 (2012) осіб, це другий округ в М'янмі за чисельністю населення.
Щільність населення — 220,82 чол./км².

## Історія
На території округу традиційно мешкали мони. Пізніше область зайняли бірманці, в XI столітті деякий час область утримували араканці.

## Демографія
Бірманці і карени становлять більшість населення, на заході вздовж узбережжя живуть також араканці. Більшість — буддисти, невелика частина населення сповідують християнство і іслам. Бірманська — основна мова.

## Адміністративний поділ
Округ розділений на 6 районів. Патейн — адміністративний центр округу. Інші великі міста — Хінтада, Є, Богале, Пх'япоун.

## Економіка
Округ покритий лісами і лісозаготівля — важлива галузь економіки.
Родючі ґрунти створюють особливо хороші умови для вирощування рису, область є житницею всієї країни. Вирощуються також олійні, джут, кукурудза, каучуконоси, тютюн, овочі. Розвинене рибальство.

## Туризм
Хоча округ представляє хороший потенціал для туризму за рахунок пляжів і великого озера Іньє, туристська інфраструктура погано розвинена. У місті Патейн багато історичних пам'яток. Є вихід до узбережжя Бенгальської затоки.